# Den svarta dahlian (roman)
Den svarta dahlian, original The Black Dahlia, är en thriller från 1987 av författaren James Ellroy. Romanen, som utgavs i Sverige 1990 på Mysterious Press i översättning av Ulf Gyllenhak, är den första i den så kallade LA-kvartetten. 

## Handling
Romanen bygger delvis på en verklig händelse, mordet på den unga Elizabeth Short i Los Angeles 1947. Hennes kropp hittats svårt misshandlad och stympad och poliserna Bucky Bleichert och Lee Blanchard, båda f d boxare, är två av utredarna. De båda, som även lever i en märklig triangelrelation med Lees vän Kay Lake, blir djupt besatta av fallet och rör sig efterhand på allt djupare vatten. Under berättelsens gång får läsaren möta ett tvärsnitt av Los Angeles, från skojare i samhällets bottenskikt till några av stadens rikaste familjer.

## Filmatisering
Boken filmatiserades som Den svarta dahlian 2006 av Brian De Palma, med bland andra Scarlett Johansson och Josh Hartnett samt med Mia Kirshner i titelrollen.